# Poeldijkse Groenten- en Fruitveiling

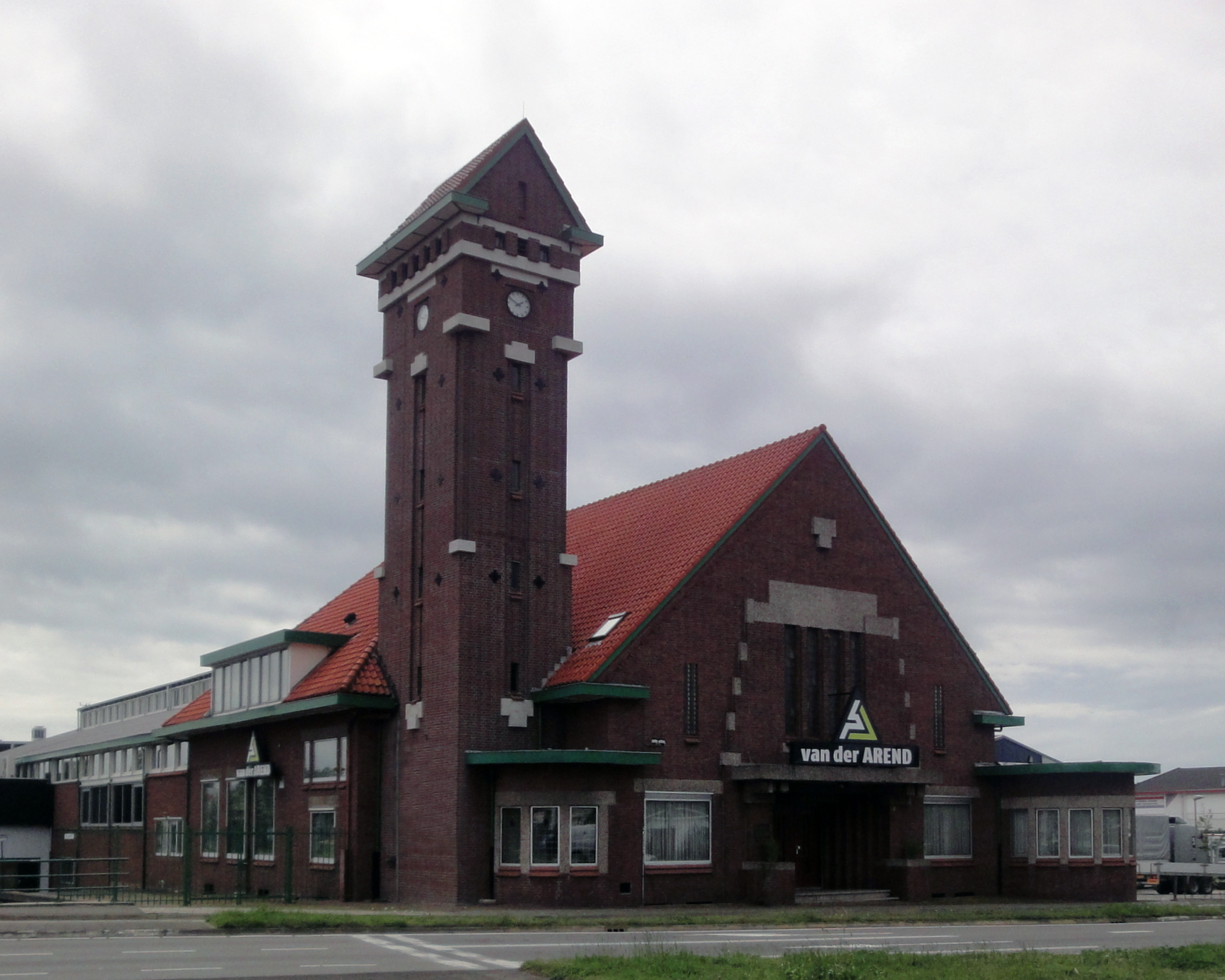
Het veilinggebouw aan de Monsterseweg te Poeldijk dat vanaf 1931 tot 1967 in gebruik is geweest

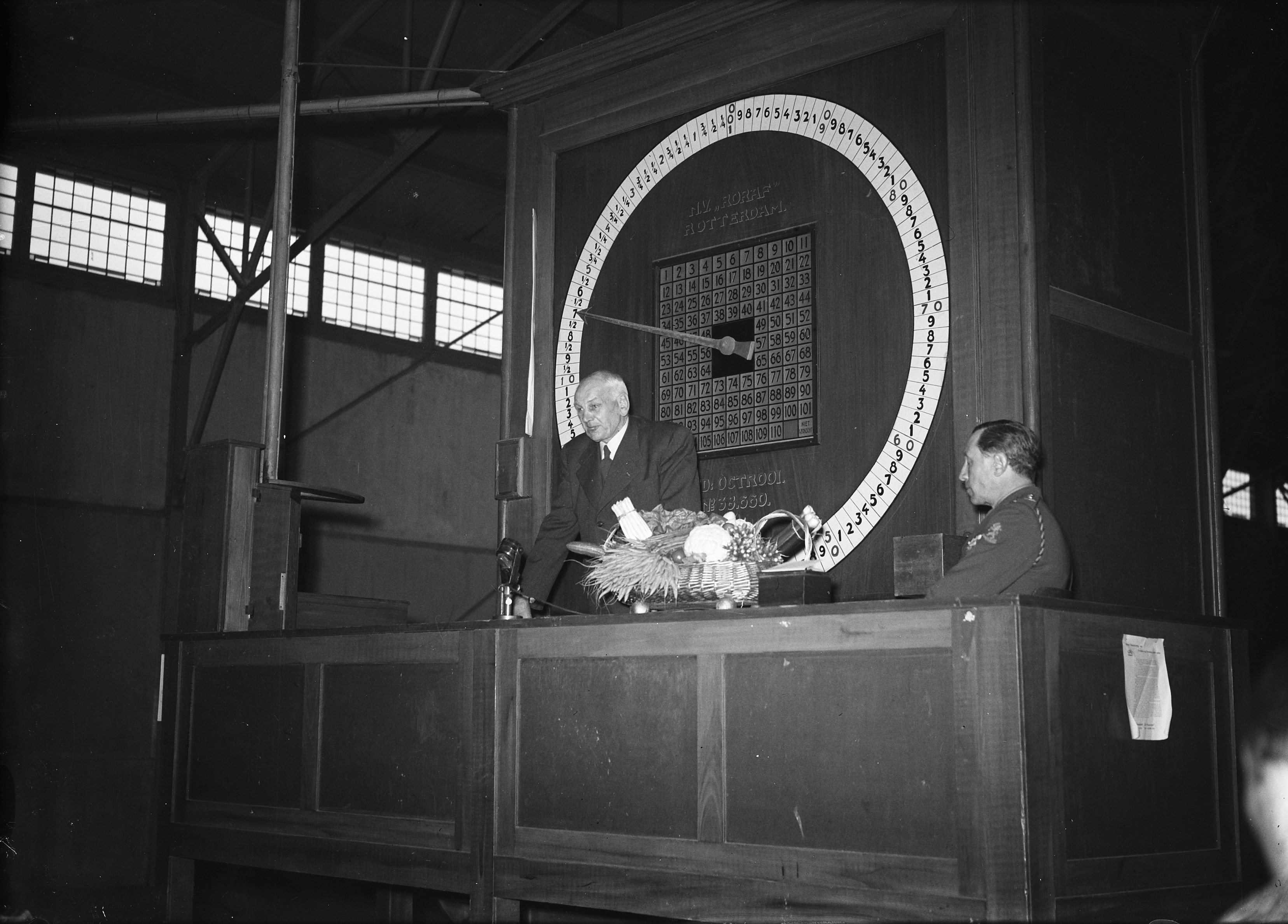
Veilingklok van de Poeldijkse veiling, in 1948.

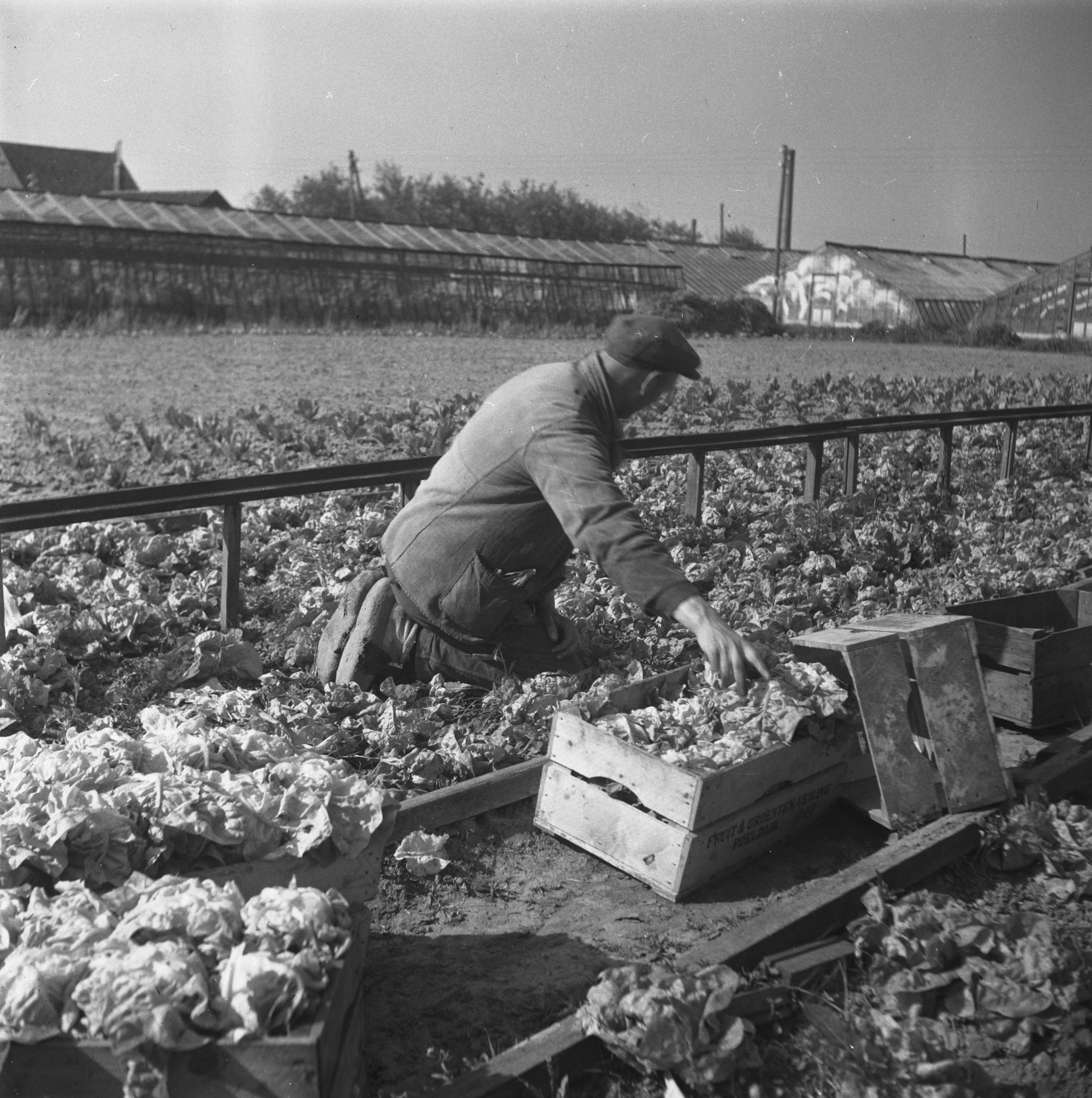
Sla wordt geoogst en geplaatst in een kist met de afdruk: Fruit & Groenten veiling Poeldijk 1946

De Poeldijkse Groenten- en Fruitveiling was van 1899 tot en met 1967 een veiling in het Zuid-Hollandse Poeldijk, Nederland waar fruit en groenten, die in de omgeving van Poeldijk verbouwd werden door leden van de veiling, door middel van afslag werden verkocht. De veiling was in 1889 opgericht door kwekers om sterker te staan tegen handelaren. In 1967 fuseerde de Poeldijkse veiling met verschillende andere Westlandse veilingen voor een betere efficiëntie en effectiviteit tot Westland Noord.

## Ontstaan vereniging
In de negentiende eeuw werd er in Poeldijk nog geen groente en fruit verbouwd, maar voornamelijk aardappelen die vervolgens geëxporteerd werden naar het Verenigd Koninkrijk. De kwaliteit was goed, maar veranderde doordat de vraag naar Westlandse aardappelen groter was dan men kon leveren. De kwaliteit van de aardappelen werd slechter en het Verenigd Koninkrijk ging over in de koop van aardappelen uit Jersey en Guernsey.
Dat was de tijd dat handelaren met het product van de kweker naar de stad gingen om het te verkopen om dagen later een deel van de opbrengst aan de kweker te betalen. De opbrengst was onzeker en viel vaak tegen en ook de armoede nam toe in het Westland.
Op 14 augustus 1888 werd er door de Hollandsche Maatschappij van Landbouw te Poeldijk vergaderd over het oprichten van een vereniging met als doel het verbeteren van de kwaliteit en de handel. Er werd een commissie benoemd die een onderzoek moest doen naar de haalbaarheid van één Westlandse vereniging. Zij kwamen in februari 1889 met een rapport waar tijdens een vergadering op 1 maart 1889 maar weinig mensen in eerste instantie enthousiast over waren. Toch zagen een aantal mensen hier wel brood in en zij waren degene die op 25 april 1889 bijeenkwamen om na wat aanpassingen een vereniging op te richten. De vereniging bestond uit afdelingen uit verschillende Westlandse dorpen, zoals van 's-Gravenzande, De Lier, Wateringen, Poeldijk en Naaldwijk. De eerste algemene vergadering van de vereniging werd op 18 mei 1890 gehouden en in de zomer van datzelfde jaar werd er in een Poeldijks café de eerste producten geveild.
Op 4 juni 1890 werd er in Poeldijk een keurmeester aangesteld die als taak kreeg om het gewicht van de aangevoerde producten te wegen.
Door de vereniging werd er op 9 juni 1890 een veilschema opgesteld, zodat de handelaren alle Westlandse veilingen opvolgend konden bezoeken. Zo begon de veiling in Honselersdijk om zeven uur en om acht uur begon die in Poeldijk.

## Groei veiling Poeldijk
In het begin werd er in het café maar een keer per week geveild, namelijk op woensdagavond om 20:00 uur, maar dat werd al snel iedere avond op zaterdag en zondag na. Om de kwaliteit te verbeteren, moesten de producten aangevoerd worden in voorgeschreven fust, waaronder manden en jute zakken.
De oprichting van de vereniging was nieuw en bracht een hele verandering teweeg. Kwekers hadden zich ineens verenigd en konden daardoor beter hun belangen verdedigen. Desondanks waren er toch nog kwekers die buiten de veiling om producten verkochten aan handelaren, wat niet in de voordeel van het veilingsysteem werkte. Ook voor kopers was het wennen, omdat zij geen prijs meer konden bepalen. Het waren vooral de Rotterdamse handelaren die in het begin zelfs de veiling boycotten.
Op 15 november 1900 werd er in Poeldijk, waar tot dan toe in een café werd geveild, gesproken over het stichten van een veilinggebouw. Het eerste gebouw werd gebouwd langs de Nieuweweg aan de Poeldijkse kant van de Gantel voor 4300 gulden. Het kreeg vast personeel en een afmijntoestel. Verder was het aangesloten op een vaart voor de aan- en afvoer van producten en waren er 2 sporen van de Westlandsche Stoomtramweg Maatschappij op het terrein, die verbonden waren met station Poeldijk.

## Verzelfstandiging
Terwijl de veilingen eerst nog afdelingen waren van de Westlandse veiling vereniging, werden de veilingen op 14 september 1915 zelfstandig, waarbij zij alle aansluiting zochten onder de 'Bond Westland'. De veiling in Poeldijk ging verder onder de naam Poeldijkse Groenten- en Fruitveiling.
De jaren na de Eerste Wereldoorlog was een dieptepunt van de Poeldijkse veiling. Er werd in 1918 een coöperatieve conservenfabriek opgericht door zo'n 600 leden van de Westlandse veilingen om de producten direct te kunnen verwerken. Deze ging in 1920 echter failliet door een grote hoeveelheid onverkochte producten. Dit faillissement legde een zware last op de aandeelhouders van de conservenfabriek die de schuld aan de Coöp. Centrale Boerenleenbank te Eindhoven van 1.097.000 gulden moesten opbrengen. Na dit faillissement hadden veel kwekers het vertrouwen in de veiling verloren en velen verkochten de producten weer buiten de veiling om, wat slecht was voor de concurrentiepositie. Dit gaf kopers kans om de veiling te weren en voordelig direct van kwekers te kopen. Dit heeft op 14 april 1922 geleid tot het opnemen van de veilplicht in de statuten voor alle producten van de leden van de veiling.
De opvolgende jaren brachten economische groei, waarvoor het veilinggebouw te klein was geworden. Daarom werd er een nieuw veilinggebouw gebouwd aan de Monsterseweg die in 1931 werd geopend. Deze veiling was onderdoorvaarbaar, waardoor schuiten met producten langs de koperstribune konden varen om het product te laten zien aan de kopers. Kleine producten werden op rolwagens langs de koperstribune gereden.

## Fusie
Gedurende de Grote Depressie waren de prijzen slecht en tijdens de Tweede Wereldoorlog lag de ontwikkeling van de veiling vrijwel stil. Maar na de oorlog braken goede tijden aan en de tuinbouw ontwikkelde zich snel. In de jaren zestig was er nog in ieder Westlands dorp een veiling. Om de efficiëntie en effectiviteit te verbeteren werd er tussen de veilingen Poeldijk, Honselersdijk, Sammersbrug, Wateringen, Kwintsheul en Loosduinen gesproken over een fusie tussen de veilingen. Op 9 februari 1967 was men er over uit en werd er besloten een nieuwe veiling op te richten. Kwintsheul sloot zich later nog aan. De veiling kreeg de naam 'Groenten- en Fruitveiling Westland Noord', ook wel 'Westland Noord' genoemd en werd gebouwd in de Dijkpolder. Het voldeed aan de eisen van die tijd met laad-en-losdokken en koelcellen. De oude veilinggebouwen en terreinen, waaronder die van de Poeldijkse veiling werden verkocht. Het oude veilinggebouw is een rijksmonument.

## Bron
- Poeldijk door de eeuwen heen, Hoofdstuk IX: Groenten en Fruitveiling Poeldijk, door Wim van Zijl.